# 구글 AI
구글 AI(Google AI)는 인공지능을 전담하는 구글의 한 부서이다. 구글 I/O 2017에서 선다 피차이에 의해 발표되었다.

## 프로젝트
- 구글 브레인 - 다양한 구글 서비스 개선
- 서비스 클라우드 기반 TPU(텐서 처리 장치) - 기계 학습 소프트웨어 개발
- 텐서플로 개발
- TPU 연구 클라우드 - 클라우드 TPU 클러스터를 오픈 소스 기계 학습 연구에 참여하는 연구원들에게 무료로 제공
- 마젠타 - 딥러닝 연구팀
- Sycamore - 새로운 54큐비트 프로그래머블 퀀텀 프로세서
- LaMDA - 대화형 신경 언어 모델의 한 계열